# Homegirl
Homegirl è un singolo del rapper statunitense Matt McGhee, pubblicato il 14 settembre 2018

## Tracce
1. Homegirl – 3:07